# سراب غضنفر
سراب غضنفر، روستایی از توابع بخش خاوه شمالی شهرستان دلفان در استان لرستان ایران است.

## جمعیت
این روستا در دهستان خاوه شمالی قرار دارد و براساس سرشماری مرکز آمار ایران در سال ۱۳۸۵، جمعیت آن ۱٬۸۷۱ نفر (۴۲۴خانوار) بوده‌است.